# Număr centrat tetraedric
Un număr centrat tetraedric este un număr figurativ centrat care dă numărul de puncte dintr-un model tridimensional format dintr-un punct înconjurat de straturi tetraedrice concentrice de puncte. Echivalent, este numărul de puncte dintr-un model tetraedric centrat care are n+1 puncte de-a lungul fiecărei laturi.
Primele numere centrate tetraedrice sunt:
1, 5, 15, 35, 69, 121, 195, 295, 425, 589, 791, 1035, 1325, 1665, 2059, 2511, 3025, 3605, 4255, 4979, 5781, 6665, 7635, 8695, 9849, 11101, 12455, 13915, 15485, 17169, 18971, 20895, 22945, 25125, 27439, 29891, 32485, 35225, 38115.

## Formulă
Numărul centrat tetraedric pentru un anumit n este dat de:
{\displaystyle {\frac {(2n+1)\,(n^{2}+n+3)}{3}}}

## Proprietăți
- Orice număr centrat tetraedric este impar.
- Orice număr centrat tetraedric pentru n modulo 5 = 2, 3 sau 4 este divizibil cu 5.
- Teoremă: Singurul număr centrat tetraedric care este prim este 5.

Demonstrație: Dacă {\displaystyle (2n+1)(n^{2}+n+3)/3} este prim, atunci cel puțin unul dintre factorii săi este divizibil cu 3, prin urmare trebuie ca n = 0 sau n = 1, corespunzând numerelor centrate tetraedrice 1, respectiv 5.